# Regiunea Zinder
Zinder este o regiune a Nigerului.